# فورست هوبكينز
فورست هوبكينز (بالإنجليزية: Forest Hopkins)‏ هو سياسي أمريكي، ولد في 12 ديسمبر 1912، وتوفي في 27 أبريل 1978. حزبياً، نشط في الحزب الجمهوري. وقد انتخب عضو مجلس نواب بنسيلفانيا.